# 시모타이라 다카히로
시모타이라 다카히로(일본어: 下平 隆宏, 1971년 12월 18일 ~ )는 일본의 전 축구 선수이자 현 축구 지도자로 과거 가시와 레이솔, FC 도쿄에서 활약했으며 현재 J2리그의 V-파렌 나가사키의 감독직을 맡고 있다.

## 구단 경력
1990년 일본 사커 리그의 히타치(가시와 레이솔)에 입단하였다. 1994년 재팬 풋볼 리그 준우승으로 J1리그로 승격하였다. 1999년에 J리그컵 우승을 차지하였다. 2001년부터 2002년까지 FC 도쿄에서 뛰었다. 2003년 가시와 레이솔로 복귀하였다. 2004년후 현역 은퇴.

## 지도자 경력
은퇴 후에는 가시와 레이솔의 코치를 거쳐, 2016년부터 2018년까지 감독을 맡았다. 2019년 요코하마 FC의 감독으로 취임하였다. 2019년 J2리그 준우승으로 J1리그로 승격하였다. 2022년 오이타 트리니타의 감독으로 취임하였다.